# Phillip Alexander Clancey
Phillip Alexander Clancey (* 26. September 1917 in Glasgow, Schottland; † 18. Juli 2001 in Durban, Südafrika) war ein schottischer Ornithologe, der seit den 1950er-Jahren in Südafrika lebte.

## Leben
Kurz nach Clanceys Geburt zogen die Eltern nach London und anschließend in die Schweiz. Im Alter von sieben Jahren kehrte Clancey nach Glasgow zurück und verbrachte dort seine Schulzeit und seine Studienzeit an der Glasgow School of Art. Während seiner Stationierung bei den alliierten Truppen in Sizilien und Italien im Zweiten Weltkrieg entkam er nur knapp dem Tod. Bei einer Explosion wurde er auf einem Ohr taub. Von 1948 bis 1949 begleitete er Oberst Richard Meinertzhagen auf dessen ornithologischen Expeditionen in den Jemen, nach Somalia, nach Äthiopien, nach Kenia und nach Südafrika. In den 1950er-Jahren wanderte Clancey nach Südafrika aus und erhielt einen Posten als Kurator im Natal Museum in Pietermaritzburg. Von 1952 bis 1982 war er Direktor am Durban Natural Science Museum und dessen Kunstgalerie. Nach seiner Pensionierung setzte er seine Arbeit als wissenschaftlicher Mitarbeiter für das Museum bis zu seinem Tod fort.
Clancey benannte über 200 Vogeltaxa aus dem südlichen und östlichen Afrika, darunter den Gelbbrustgirlitz (Serinus citrinipectus). Für den Strichelkehlsopranist und die Roberts Prinie revidierte er die ursprünglichen Gattungen Modulatrix und Prinia und klassifizierte die Taxa in die monotypischen Gattungen Arcanator und Oreophilais.
Phillip Alexander Clancey verfasste über 530 wissenschaftliche Publikationen und mehrere Bücher, darunter The Birds of Natal and Zululand (1964), Birds of the South African Subregion (1965–1972), The Gamebirds of Southern Africa (1967), Handlist of the Birds of Southern Mozambique (1970–1972),  The Rare Birds of Southern Africa (1985) und Kingfishers of Sub-Saharan Africa (1992). 1980 war er Herausgeber der S.A.O.S. Checklist of Southern African Birds und 1978 Co-Autor des Atlas of Speciation of African Birds. Clancey war Präsident der Southern African Ornithological Society und der Southern African Museums Association. 1975 wurde er zum Corresponding Fellow der American Ornithologists’ Union gewählt. 1981 erlangte er an der University of Natal seinen Doktortitel. Clanceys Vogelsammlung im Durban Natural Science Museum ist die drittgrößte in Afrika und umfasst 32.000 Exemplare, die während 26 Expeditionen gesammelt wurden. Clancey war darüber hinaus ein talentierter Vogelzeichner. Seine Dioramen schmücken die Wände der Kunstgalerie des Durban Natural Science Museum, die heute Phillip-Alexander-Clancey-Galerie heißt.

## Werke
- 1953: A Preliminary List of the Birds of Natal and Zululand: With a Short Account of the Status of Each
- 1964: The Birds of Natal and Zululand
- 1965–1972: Catalogue of the Birds of the South African Subregion
- 1967: Gamebirds of Southern Africa: Being a Guide to All the Major Sporting Birds of Africa South of the Cunene, Okavango and Zambezi Rivers
- 1969: Check List of the Birds of South Africa
- 1970–1972: Handlist of the Birds of Southern Mozambique
- 1979: A Modern Museum Service for the City of Durban and Neighbouring Towns: A Report
- 1985: The Rare Birds of Southern Africa
- 1989: Birds of the Transkei: An Ornithological History and Annotated Catalogue of All Recorded Species
- 1992: Kingfishers of Sub-Saharan Africa